# 津奈木太郎峠

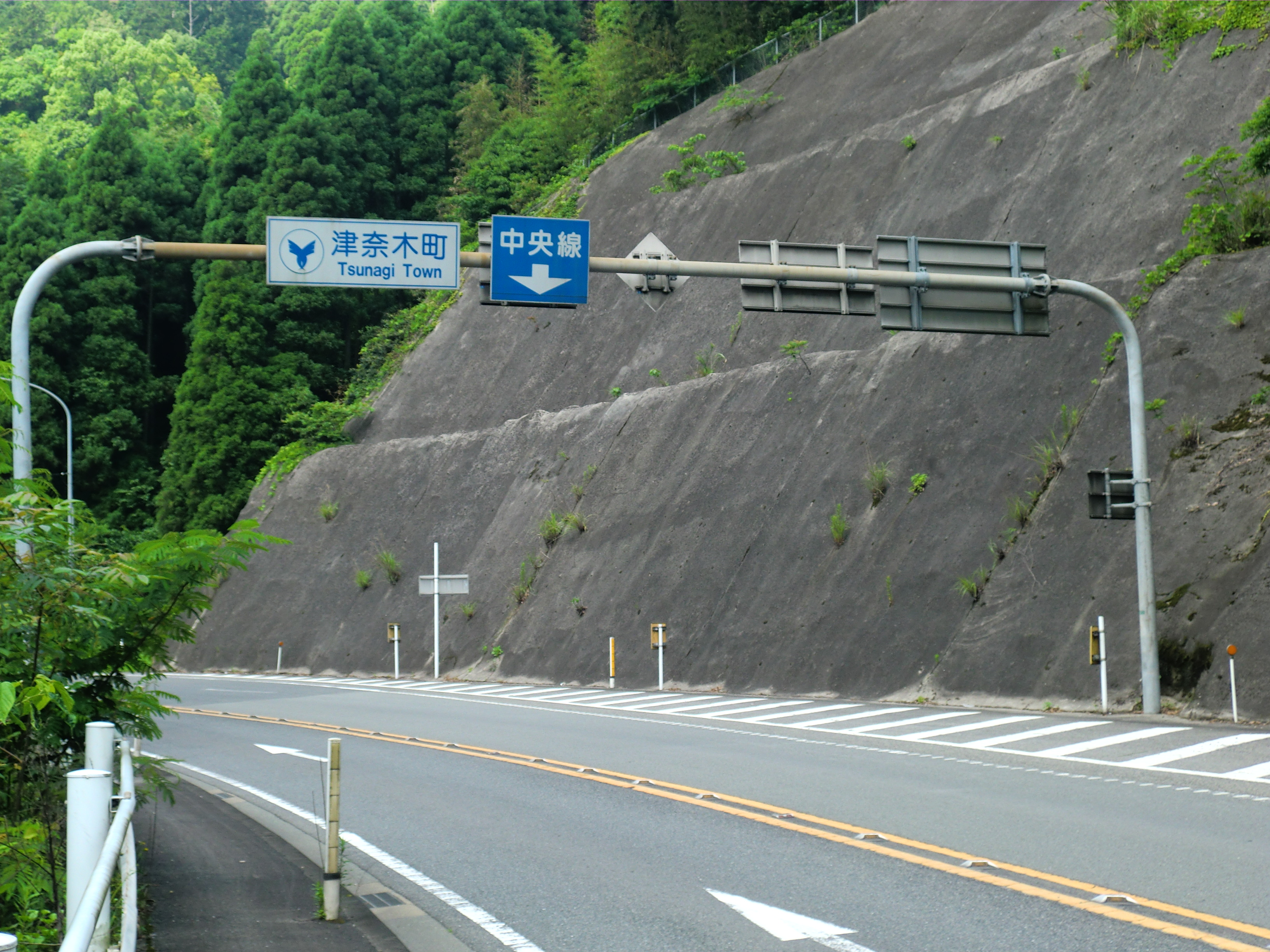
芦北町と津奈木町の境界

津奈木太郎峠（つなぎたろうとうげ）は、熊本県葦北郡芦北町大字佐敷と熊本県葦北郡津奈木町を結ぶ峠。佐敷太郎峠や赤松太郎峠とともに三太郎峠と呼ばれる。標高278m。1965年（昭和40年）に国道3号が開通したことで旧道は町道となった。その後、E3A 南九州自動車道も開通している。

## 地理
佐敷太郎峠や赤松太郎峠とともに三太郎峠と呼ばれ、中央構造線（臼杵八代構造線）の南端に位置する。峠ごとに岩質が異なり津奈木太郎峠は凝灰安山岩を中心とする。薩摩街道時代から難所の一つとして知られ、あまりにも急峻であったため住民は海路を使うことも多かった。
明治時代の国道整備でレンガ造りの津奈木隧道（後述）が完成し、昭和40年代の国道改築まで使われた。その後のいわゆる「三太郎国道」の整備で1965年（昭和40年）に津奈木トンネル（521.5m）が完成した。

## 沿革
- 1901年（明治34年） - 津奈木隧道完成[2]
- 1965年（昭和40年） - 三太郎峠が国直轄事業により改良工事が行われ津奈木トンネル（国道3号）が完成。
- 2017年（平成29年） - 南九州自動車道 芦北IC - 津奈木IC開通により、新津奈木トンネル（南九州道）が完成。[3]

## 旧津奈木隧道
旧津奈木隧道は1899年（明治32年）に着工、1901年（明治34年）に開通した。全長211.6m、幅員5m、中央高4.4mである。
佐敷太郎峠の旧佐敷隧道とともに国外から技師を招いて設計施工された。ただし具体的な設計施工者の名前は不明で、『日本道路史』（日本道路協会）ではオランダ人技師とするが、熊本県や『芦北町史』ではドイツ人の技師としている。煉瓦は徳島県から旧田浦町に移住した瓦職人によって製造されたという。隧道坑口については旧佐敷隧道とは異なり馬蹄形である。
2002年（平成14年）に国の有形文化財に登録されている。